# コルテス・ラティマ
コルテス・ラティマ（Cortez Ratima、2001年3月22日 - ）は、ニュージーランドのラグビーユニオン選手。スーパーラグビーではチーフス、ニュージーランド州代表選手権ではワイカトに所属している。

## 経歴
ニュージーランド北島のキングカントリー、ピオピオ生まれ。
タラナキ地方にあるニュープリマス・ボーイズ・ハイスクールに短期間通い、ワイカト地方のハミルトンに転居、ハミルトン・ボーイズ・ハイスクールを卒業した。
ワイカト・チーフスU18代表、ニュージーランド・マオリU18代表に選ばれ、17歳からワイカトのアカデミーでプレーした。
2021年から、ワイカトのNPC代表選手になる。
2022年、スーパーラグビー・パシフィックのチーフス代表選手に選出された。
2024年7月13日、ニュージーランド代表（オールブラックス）としてイングランド代表戦でテストマッチデビューを果たした。7月19日のフィジー代表戦では国際初トライを決めた。